# Anacarsi
Anacarsi (in greco antico: Ἀνάχαρσις?, Anácharsis; Scizia, VI secolo a.C. – Scizia, VI secolo a.C.) è stato un filosofo scita, a volte considerato uno dei sette savi della Grecia antica.

## Biografia
Originario della Scizia, secondo Erodoto Anacarsi visse all'inizio del VI secolo a.C. e «viaggiò per molte terre, dando prova ovunque di grande saggezza». Sarebbe stato un principe scita, ma di madre greca e, giunto ad Atene, divenne amico e confidente di Solone.
Tornato in Scizia, avrebbe tentato di riformarne le istituzioni secondo il modello greco, ma sarebbe stato ucciso: egli infatti tentò di introdurre il culto di Demetra, madre degli dei e, per questo, accusato di empietà e ucciso dal suo stesso fratello, il re degli sciti Saulio.

## Opere
Gli si attribuiscono un poemetto Sulla costituzione degli Sciti, una serie di detti o apoftegmi e dieci lettere apocrife, di cui nove redatte probabilmente nel III secolo a.C. e appartenenti al genere delle epistole ciniche. In molti tra gli apoftegmi e nelle lettere Anacarsi critica la civiltà dei Greci e loda la vita semplice, “secondo natura”, dei barbari Sciti.
Nel 1788, Jean-Jacques Barthélemy (1716-1795) pubblicò il Viaggio del giovane Anacarsi in Grecia (Voyage du jeune Anacharsis en Grèce), in cui un immaginario giovane discendente del saggio Anacarsi visita la Grecia del IV secolo a.C., offrendo così lo spunto per minuziose descrizioni di luoghi, usi e costumi dei Greci.